# Saison 2 d'Earl
Chronologie
Saison 1 Saison 3
Cet article présente le guide des épisodes de la deuxième saison de la série télévisée américaine Earl (My Name is Earl).

## Épisodes

### Épisode 1:Les Caprices de Joy
- États-Unis : 21 septembre 2006
- France : date inconnue

- Jessica Cauffiel (Tatiana)
- J. Lamont Pope (Jasper)
- Josh Wolf (Josh)
- Harry Karp (un employé)
- Mary Castro (la jolie fille)

### Épisode 2:Juste une danse
- États-Unis : 21 septembre 2006

- Burt Reynolds (Richard Chubby)
- Gregg Binkley (Kenny James)
- Brad Grunberg (DJ)
- Carla Jimenez (Penelope)
- Don Perry (le Juge)
- Herschel Sparber
- Dominic Flores (Hector)
- Lisa K. Wyatt (Doris)
- Jack N. Harding (Officier de Police)

### Épisode 3:Monstres, je vous aime
- États-Unis : 29 septembre 2006

- Noah Crawford (Earl enfant)
- Judy Greer (Maggie Lester)
- Paul Ben-Victor (Coach Lu)
- Catherine Anne Hayes (Jane)
- Gabriel Pimentel (William)
- Brandon Ficara (Kevin "Hornman")
- Carel Struycken (Paul)
- Marlee Matlin (Ruby Whitlow)

### Épisode 4:Un chat est un chat
- États-Unis : 12 octobre 2006

- Amy Sedaris (Judy)
- Bill Suplee (Willie le facteur borgne)
- William Newman
- Kevin Farrell (Bruce)
- Mona Weiss (le patron du Show des chats)
- Rebecca Wilkins (la copine gothique de Randy)

### Épisode 5:Sexe and Rock'n'roll
- États-Unis : 19 octobre 2006

- Giovanni Ribisi (Ralph Mariano)
- Nancy Lenehan (Kay Hickey)
- Larry Hankin (Tom Sparks)
- Beth Grant (Mme Mariano)

### Épisode 6:Le Signe divin
- États-Unis : 2 novembre 2006

- Roseanne Barr (Millie Banks)
- Lily Jackson (Celeste)
- Carol Mansell
- Marcia Ann Burrs
- Marcy Goldman (la nonne sportive)

### Épisode 7:Qui est Harry Monroe?
- États-Unis : 9 novembre 2006

- Louis T. Moyle (Dodge)
- Jack Axelrod (M. Electrolarynx)
- Trey Carlisle (Earl Jr)
- Jenny McCarthy (Wendy)
- Johnny Sneed (Will)

### Épisode 8:Sauvons la planète
- États-Unis : 16 novembre 2006

- Christian Slater (Woody)
- Eve Sigall (Nora)
- Michael Patrick McGill (le féministe)
- Sandy Brown
- Steve Huey (un hippie)
- Jennifer Kenyon (une hippie)
- James Martin Kelly

### Épisode 9:Faites vos jeux
- États-Unis : 30 novembre 2006
- France : 15 avril 2008 (Paris Première) / 18 octobre 2008 (M6)

- Gregg Binkley (Kenny James)
- Jonathan Slavin (en) (Doug)
- Marlee Matlin (Ruby Whitlow)

### Épisode 10:L'amour est plus fort:1repartie
- États-Unis : 7 décembre 2006
- France : 15 avril 2008 (Paris Première) / 25 octobre 2008 (M6)

- John Leguizamo (Diego)
- William Schallert (Dr Rudin)
- Penny Balfour (T. Jackson)
- Jimmi Simpson (Le voisin)

### Épisode 11:L'amour est plus fort:2epartie
- États-Unis : 7 décembre 2006
- France : 22 avril 2008 (Paris Première) / 1er novembre 2008 (M6)

- Louis T. Moyle (Dodge)
- Trey Carlisle (Earl Jr)
- Ray Santiago (Mario)
- Susan Foley (La voisine)
- John Leguizamo (Diego)
- Shelley Morrison (Maria)
- Emilio Rivera (Victor)
- Jimmi Simpson (Le voisin)
- Winston J. Rocha (Le mari de Maria)

### Épisode 12:Vu à la télé
- États-Unis : 4 janvier 2007
- France : date inconnue

- Dale Dickey (Patty)
- Silas Weir Mitchell (Donny Jones)
- Timothy Stack (Lui-même)
- Gregg Binkley (Kenny James)
- Pramod Kumar (Vali)
- Jack Axelrod (L'homme à l'électrolarynx)
- George Frangides (Officier Bob Smiley)
- Mike O'Malley (Officier Stuart Daniels)
- Kathy Kinney (Officier Bobbi Bowman)
- Bill Suplee (Willie le facteur borgne)

### Épisode 13:La Chasse au trésor
- États-Unis : 11 janvier 2007

- Louis T. Moyle (Dodge)
- Trey Carlisle (Earl Jr)
- Jessica Cauffiel (Tatiana)
- J. Lamont Pope (Jasper)

### Épisode 14:L'Oraison funèbre
- États-Unis : 18 janvier 2007

- Jonathan Turnbill (Robert Douglas)
- John Waters (Walter)
- Robert Clendenin (Slow Roger)
- Windell Middlebrooks (Landlord)

### Épisode 15:La Touche française
- États-Unis : 1er février 2007

- Ernie Grunwald (Pierre)
- Noah Crawford (Earl enfant)
- Adam Riancho (Pierre jeune)
- Stacy Reed (Professeur)
- Jasmine Jessica Anthony (La jeune fille)

### Épisode 16:Le Catch au féminin
- États-Unis : 8 février 2007

- Dale Dickey (Patty)
- DJ Qualls (Ray Ray)
- Tamala Jones (Liberty)
- Sam Menning (SDF)
- M. Darnell Suttles (Mr. Saticoy)
- Kelli Goss (Joy à 13 ans)
- Jon Hughes (L'homme)
- Brooklin Yearwood (Liberty à 5 ans)
- Bess Fanning (Karen)
- Arreale Davis (Liberty à 13 ans)
- Marnie Crossen (Professeur)
- Jonathan Slavin (en) (Doug)
- Gigi Goff (Joy jeune)

### Épisode 17:Joyeux Anniversaire
- États-Unis : 15 février 2007

- Trey Carlisle (Earl Jr)
- Louis T. Moyle (Dodge)
- Beau Bridges (Carl Hickey)
- Nancy Lenehan (Kay Hickey)
- Abdoulaye N'Gom (Nescobar)
- Noah Crawford (Earl jeune)
- Bill Suplee (Willie le facteur borgne)
- Robert Clendenin (Roger)
- Silas Weir Mitchell (Donny Jones)
- Jack Axelrod (L'homme à l'électrolarynx)
- Phoenix Smith (Randy jeune)
- Tracy Ashton (Didi)
- Juan Pope (Jasper)

### Épisode 18:Pères, impairs et passe
- États-Unis : 22 février 2007

- Beau Bridges (Carl Hickey)
- Nancy Lenehan (Kay Hickey)
- Trey Carlisle (Earl Jr)
- Louis T. Moyle (Dodge)
- Ilana Becker (Invitée du Montel Show)
- Hugh B. Holub (Docteur)
- John O'Leary (Docteur #2)
- Yolanda Snowball (Infirmière)
- Montel Williams (Lui-même)

### Épisode 19:Vedettes d'un soir
- États-Unis : 12 avril 2007

- Dale Dickey (Patty)
- Louis T. Moyle (Dodge)
- Timothy Stack (Lui-même)
- Trey Carlisle (Earl Jr)
- Jorge Noa (Nick Chavez)
- Leigh-Allyn Baker (Nicole Moses)

### Épisode 20:La Métamorphose
- États-Unis : 19 avril 2007

- Duane « Dog » Chapman (lui-même)
- Christine Taylor (Alex)
- Marlee Matlin (Ruby Whitlow)
- Chelcie Ross (Mr. Waadts)
- Norm MacDonald (Little Chubby)

### Épisode 21:À moi la connaissance
- États-Unis : 26 avril 2007

- Jeanette Brox (Summer)
- Mary-Pat Green (Mlle Hardin)
- Kurt Fuller (Mr. Baldwyn)
- Vicki Juditz (Mme McCullen)
- Sharon Sachs (Natalie)
- Alex Morris (Mr Romacks)
- Jesse Head (Nick Daily)
- Andrew Caldwell
- Arjay Smith
- Geoffrey Gould (Professeur de nuit à la G.E.D.)

### Épisode 22:Le Monde cruel du travail
- États-Unis : 3 mai 2007

- Sean Astin (Rick)
- Chelcie Ross (Mr. Waadts)
- Charles S. Dutton (Reggie)
- Mackenzie Astin (en) (Vendeur)
- Billy Gardell (Billy)
- Fred Stoller (Docker)

### Épisode 23:Le Grand Sacrifice
- États-Unis : 10 mai 2007

- Giovanni Ribisi (Ralph Mariano)
- Marlee Matlin (Ruby Whitlow)
- Jonathan Slavin (en) (Doug)
- Duane « Dog » Chapman (lui-même)
- Chelcie Ross (Mr. Waadt)
- Timothy Stack (lui-même)
- Louis T. Moyle (Dodge)
- Trey Carlisle (Earl Jr.)
- Harry Karp (l'employé de la boutique)
- Don Perry (le juge Miller)
- Abdoulaye NGom (Escobar-A-Lop-Lop)
- Lisa K. Wyatt (Doris)
- Yvans Jourdain (le ministre de Joy)
- Rob McCabe (Bailiff)
- Irene White (Lulu)
- Nancy Yee (la femme chinoise)
- Mio Takada (le père asiatique)